# 紀元前40世紀

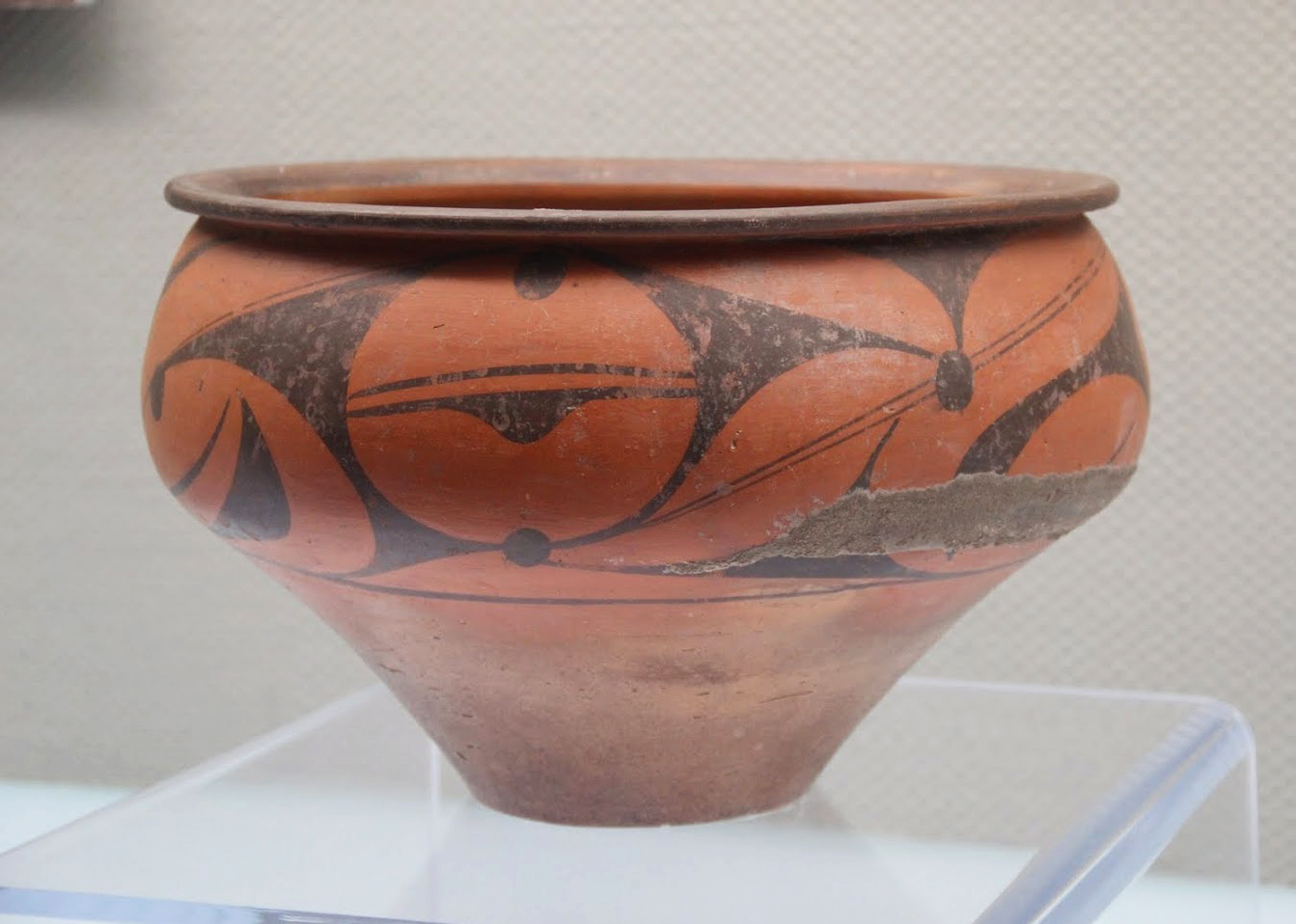
仰韶文化。華北の黄河文明を代表する文化で彩陶と呼ばれる土器が有名である。画像は太原市にある山西博物院所蔵の彩陶。

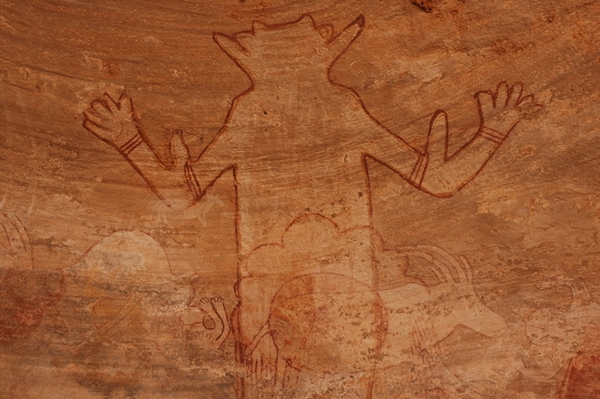
タッシリ・ナジェール。アルジェリア南東部のサハラ砂漠の台地上の山脈で、数ある「サハラの岩絵」でも最も有名な場所である。画像は「セファールの大いなる神」とも呼ばれる「白い巨人」の像。

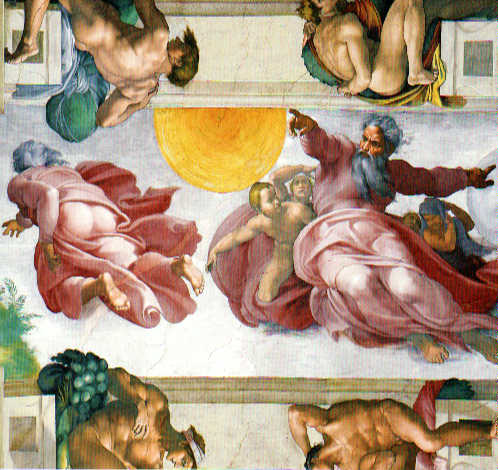
ミケランジェロ・ブオナローティがシスティーナ礼拝堂に描いた創世記の天井画。

紀元前40世紀（きげんぜんよんじゅうせいき）は、西暦による紀元前4000年から紀元前3901年までの100年間を指す世紀。

## 出来事
- 気候は現在より温暖・湿潤で年平均で1-2℃気温が高かった。
  - この時期は世界的に完新世海進（後氷期海進）のピークであり、日本では縄文海進(有楽町海進)と呼ばれる。
  - この時期までにスンダランドやサフルランドが水没する。
  - この時期サハラが乾燥し砂漠化する。
- オリエント（西アジア・地中海東岸）では青銅器時代が始まっていた。
- メソポタミアの肥沃な三日月地帯で文明が発展した。
- サハラ砂漠のタッシリ・ナジェール遺跡では「狩猟民の時代」から「牛の時代」への移行期。
  - 「狩猟民の時代」末期を代表する「白い巨人」が描かれる。
- 上エジプトではバダリ文化（英語版）からナカダ文化I期(アムラー期)へ移行。
- サルデーニャ島ではヌラーゲ時代以前（英語版）のオツィエリ文化（英語版）が展開する。
  - 島の北西部サッサリ近郊にあるモンテ・ダッコディ遺跡（英語版）が代表的なもの。
- タジキスタンのサラズム原始都市遺跡が形成され「女王の墓」が築かれる（ - 紀元前3000年頃）。
- 沿海州南西部でシニ・ガイ文化が形成される（ - 紀元前3000年頃）。
- 中国の黄河上中流域では仰韶文化廟底溝期（ - 紀元前3000年頃）。
- 中国の黄河下流域では大汶口文化（ - 紀元前2600年頃）。
- 中国の長江下流域では馬家浜文化から崧沢文化（ - 紀元前3200年頃）。
- 中国の珠江流域では洪婆山砂丘遺跡、礼楽囲遺跡、宝鏡湾遺跡（珠江文明（中国語版））。
- エクアドル南海岸グァヤス地方でバルディビア文化（英語版）が始まる（ - 紀元前1500年頃）。
- キリスト教の「若い地球創造説」支持者は、最初期の世界の歴史が始まったと考えている。